# 拉斯金 (佛羅里達州)
拉斯金（英語：Ruskin）是位於美國佛羅里達州希爾斯波羅縣的一個人口普查指定地區。

## 地理
拉斯金的座標為27°42′53″N 82°56′01″W / 27.71472°N 82.93361°W，而該地最高點為海拔高度1米（即3英尺）。

## 人口
根據2010年美國人口普查的數據，拉斯金的面積為50.60平方千米，當中陸地面積為46.70平方千米，而水域面積為3.90平方千米。當地共有人口17208人，而人口密度為每平方千米340人。